# Arnolt Schlick

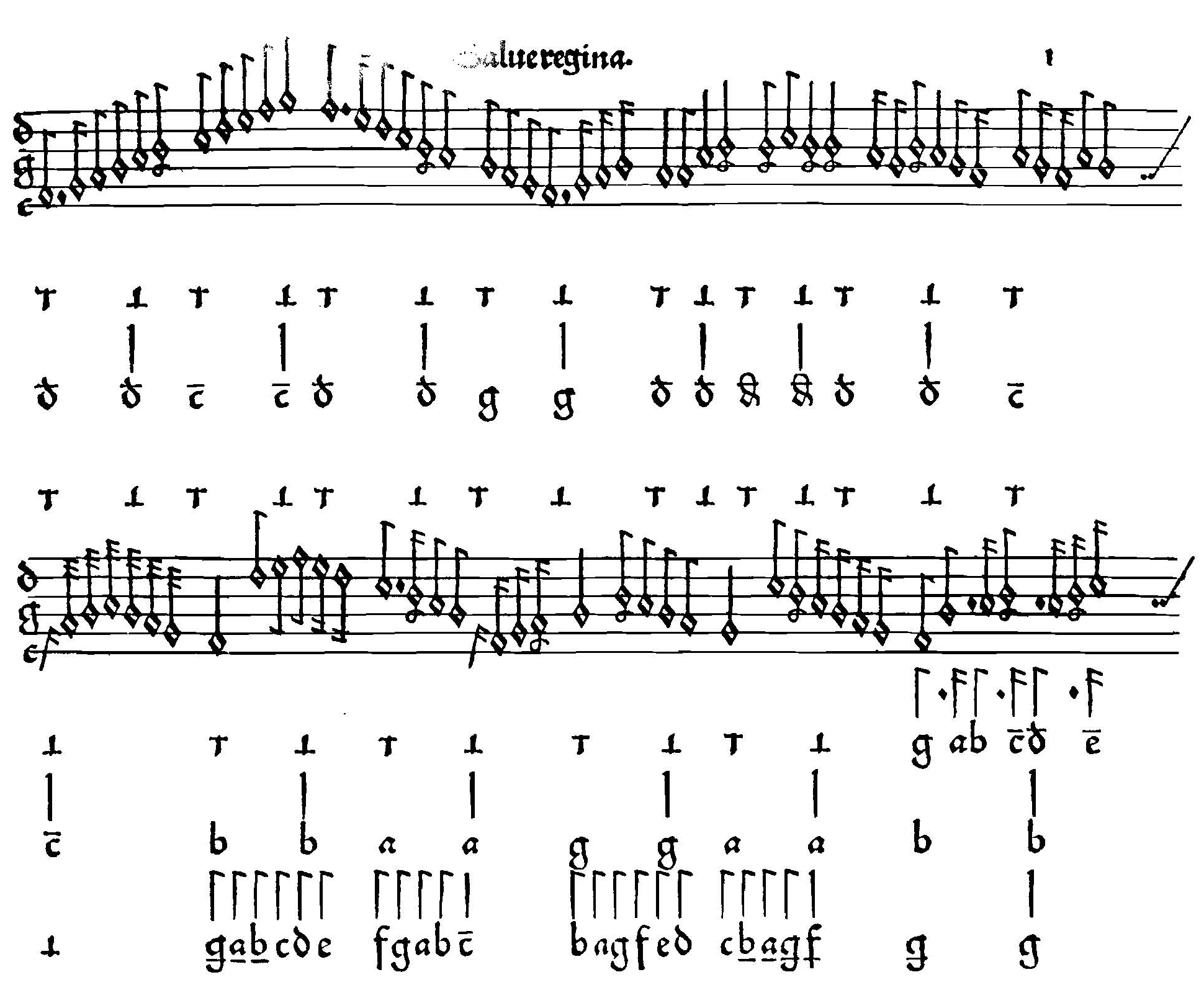
Abertura de Salve Regina (facsimile), composição de Arnolt Schlick

Arnolt Schlick (entre 1455–1460 – depois de 1521) foi um organista alemão, músico tocador de alaúde e compositor do período da Renascença.